# ブラック・ホーク戦争
ブラック・ホーク戦争（ブラック・ホークせんそう、英:Black Hawk War）は、アメリカ合衆国が1832年にアメリカ合衆国北西部のインディアン部族から彼らの領土を奪い、植民地とするために起こした北米植民地戦争であり、インディアン戦争（民族浄化）である。

## 概要
合衆国に領土を奪われたソーク族が、これに反旗を翻したもの。彼らの抵抗戦は同じ境遇にあったソーク族、フォックス族およびキカプー族の共感を呼び、各地で戦いを惹き起こした。ブラック・ホーク酋長が自身の部族の交渉の矢面として立ったため「ブラック･ホーク戦争」と呼ばれている。
インディアン反抗勢力の弾圧に関わったアメリカ軍は、イリノイ州およびミシガン準州（今日のウィスコンシン州）の民兵であった。戦争とは名前がついているが、2か月半の間の戦闘は多く小競り合いの繰り返しであり、最終的にはインディアン戦争のお定まりである、インディアンに対する民族浄化となった。

## 背景
合衆国の独立以前から、英仏両国はミシシッピ川の西側へ、原住民インディアンの多くを追いだした。ソーク族とフォックス族も、武力で領土を追われたインディアン部族だった。
フォックス戦争の後、五大湖やデトロイト周辺から追い出されたソーク族およびフォックス族はさらに西方にやむなく移動し、北はウィスコンシン川から南はイリノイ川、またミズーリ川の北に集落を作りこれを領土とした。ソーク族の中心集落「ソークヌク」は18世紀半ばにはすでに造られていた。ブラック・ホーク酋長は1767年にそこで生まれ、人生の大半を過ごした。

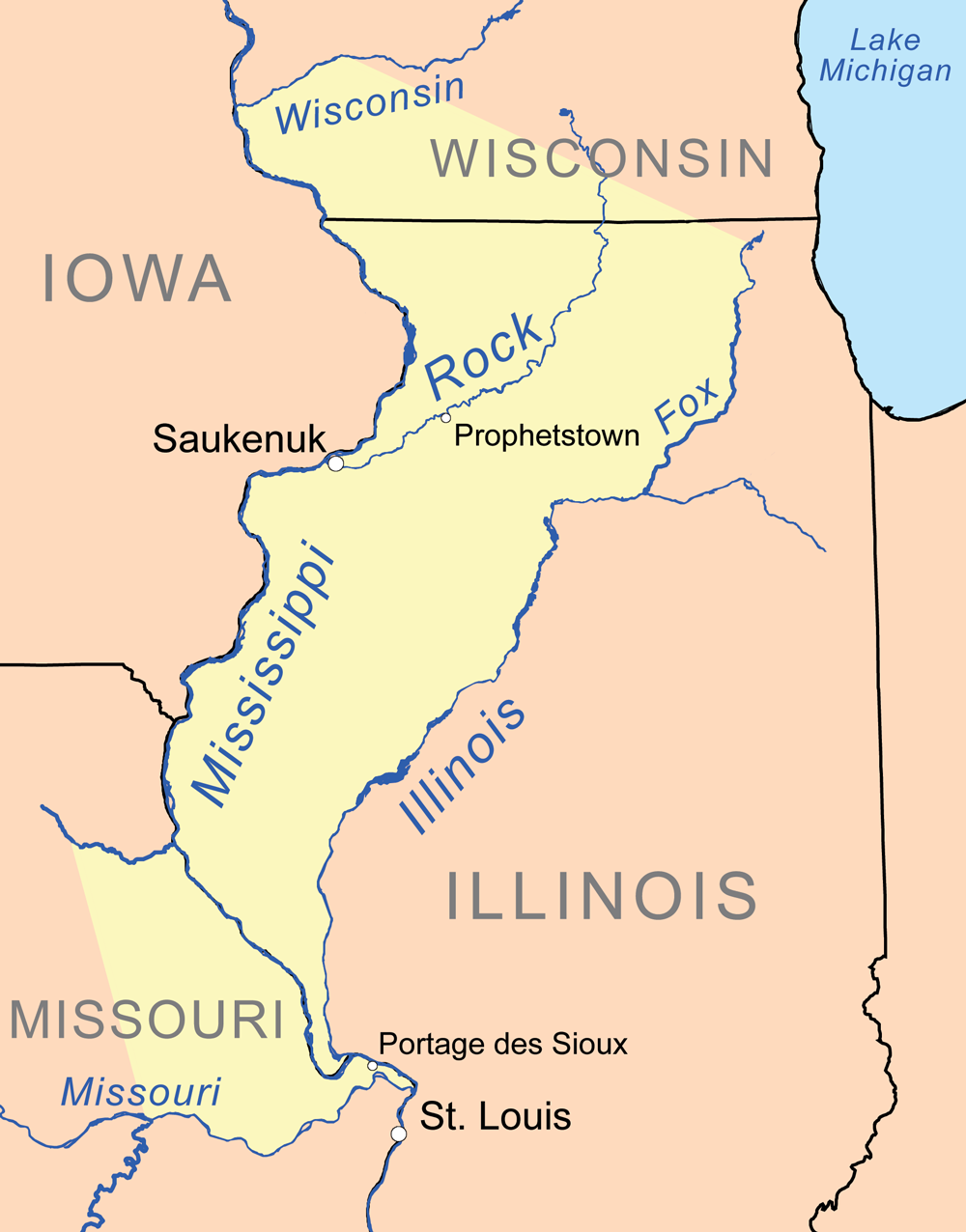
1804年の「セントルイス条約」でインディアンからインディアナ準州が「買い取った」領土（黄色い部分）

独立後、アメリカ合衆国は東部沿岸に沿った入植が主で、五大湖以西への入植は遅々としていた。1804年、インディアナ準州の知事ウィリアム・ハリソンは、その領土を増やすため、ソーク&フォックス族の酋長達とセントルイスで条約交渉を行い、ミシシッピ川の東の土地を年2,234.50ドル相当の「贈り物」と、毎年1000ドル相当の「贈り物」をするという条件で譲り受けた。ソーク&フォックス族とのこのセントルイス条約は、友好関係と平和を促進する条項も含まれており、交易や保護の保証も謳われていた
。インディアンには土地の測量が終り、正式にアメリカ合衆国政府にここが売り渡されるまで、そこに留まってもよいこととしていた。
しかし、インディアンには「土地を売り買いする」という文化は無かったので、白人側の思惑通りに、彼らがこれを理解していたかどうかは疑わしい。つまりこれは、インディアンから見れば、「白人が贈り物をして和平を結びにきた」ということであって、白人から見れば「贈り物をしたから永久に出ていけ」ということである。
それから20年は平穏に過ぎた。1828年になって、合衆国はこの地の測量を行い始め、インディアン監理官トーマス・フォーサイスは、インディアンたちに「この地から永久に立ち退いて欲しい」と要求したことで、「ブラック・ホーク戦争」と白人が呼ぶ紛争が起こった。インディアンは寝耳に水のこの要求に驚き、激怒したのである。紛争の究極の要因は土地に関する論争であり、1804年のセントルイス条約に起因していた。

### 双方の誤解
しかし、そもそもの紛争の原因は、白人がブラック・ホーク酋長を「指導者」だと誤解したことにあった。白人たちはブラック・ホークと条約を結べば、ソーク族もフォックス族も黙ってこれに従うだろうと考えたのである。しかし、インディアンの社会は基本的に合議制であり、その合議の調停者、つまりチーフ（酋長）としてブラック・ホークは白人との交渉役を引き受けたのであって、調停役が白人と交渉事を行ったとしても、部族全体はその方針に何ら拘束されないものである。インディアンにとって、それはあくまでブラック・ホークと白人の個人的な取り決めにすぎないからである。
当然ながらこの白人の要求は、ブラック・ホークや部族内で論争になった。上述したように白人はブラック・ホークを「大指導者」と勘違いして彼と条約を結んだことで全部族の了解を得たつもりでおり、部族の全体会議に何も相談がなかったからである。また、部族を代表する者には土地を売り渡す権限がなかった。というよりも、「部族を代表する者」などインディアン社会には最初から存在しないのである。
ブラック・ホークやソーク&フォックス族がイギリス軍と同盟し、アメリカ軍と戦った（米英戦争）後、ブラック・ホークは「1804年条約」を再確認した「1816年5月の条約」に署名（×印を書くだけである）したが、そのことを彼は後に「知らなかった」と抗議した。ブラック・ホークはあくまで酋長（調停者）であり、「部族の全権を委任されたもの」でも「代表」でもないから、白人の彼に負わせようとしている責任は、全く理不尽なものだった。ブラック・ホークが米英戦争の前線を離れている間に、ソーク族のケオククが頭角を現し、この2人の関係は対立関係になっていた。

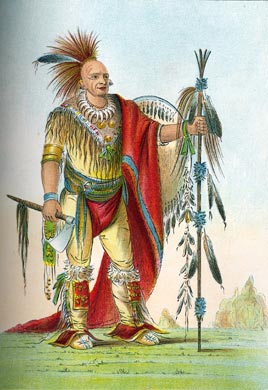
ケオククの肖像画（ジョージ・カトリン画）

イリノイの入植白人人口は米英戦争の後で一挙に膨れ上がり、1820年には5万人を越え、1830年には15万人に達していた。1825年、13名のソーク族と6名のフォックス族が1804年条約を再確認する新たな同意書に署名した。白人たちはこの「署名」で部族の公認を得たものと解釈し、1828年、アメリカ合衆国政府の連絡窓口であるトマス・フォーサイスは、インディアンたちにミシシッピ川以東の集落を明け渡すよう通告したのである。
ここでも合衆国は大きな思い違いをしていた。13名のソーク族と6名のフォックス族が同意書に署名（Ｘ印を書くだけである）したとしても、インディアンにとっては、それは彼らの部族と何の関係もない個人間の同意にすぎないのである。
1830年7月15日、アメリカ合衆国インディアン担当理事ウィリアム・クラークは、ウィスコンシン州プレーリードゥシーンのクロウフォード砦で、ソーク&フォックス族と新たな条約調印を行った。
この条約は「10万7千㎢のソーク族の土地をアメリカ合衆国政府に譲渡させる」というものだった。この条約では、ソーク族およびフォックス族と彼らの伝統的な敵であるスー族との間に「中立地帯」を設けて、今後敵対的な部族間の争いが起こらないようにしていた。
この条約にはケオククが署名（×印を書くだけである）し、1830年11月にはダコタ・スー族に承認された。　もちろん、ケオククの同意署名は、部族民すべての同意とは無関係である。「すべてを共有する」という文化を現在でも重んじるインディアンにとって、白人のこの退去命令はまったく理解できなかった。

## 戦闘に関わった者たち

### アメリカ合衆国
1832年4月16日、イリノイ州知事は志願兵5個連隊をベアズタウンに集結させ、「命令」に従わないブラック・ホークたちソーク族の一派をイリノイから追い出すために北へ向かうよう宣言を発した。結果的にはアメリカ陸軍の3分の1が関わる事になったが、イリノイ州民兵9,000名がアメリカ軍の主要な構成員であった。5月9日、イリノイ州民兵の小さな大隊がディクソンのロック川にある軍隊の集合地点からブラック・ホークの追跡を開始したのが「ブラック・ホーク戦争」の最初の戦闘となった。
最初の戦闘のあとは、幾つかの小さな小競り合いや「虐殺」が続いた。これらの小競り合いの後で、知事はさらに4,000名の民兵隊の徴兵を行った。5月27日と28日、最初に集めた民兵の1ヶ月の徴兵期間が終り、除隊となった。 連邦政府はウィンフィールド・スコット将軍の1,000名の正規兵と300名の騎馬志願兵を作戦に加わらせた。 この作戦の指揮官アトキンソンの役割は間もなく終わるものと見えたとき、コレラがアメリカ軍を襲った。ウィンフィールド・スコットの軍隊が東部からイリノイに持ち込んだものだった。
スコット将軍はアメリカ軍正規兵約1,000名を集めた。ニューヨーク州バッファローから船に乗ってシカゴへ向かった。コレラの元はその軍隊の中にあったという記録がある。 遠征隊は悪い運命にあった。病気が発生し多くの者が死んだ。兵士が上陸した場所では病原菌が残され、兵士は逃亡した。
遠征隊が通り過ぎる町の人々に感染が広まることを防ぐ処置が採られ、最初の患者が出た所で3名の市民が死んだだけで留められた。 しかし、1833年にも大規模のコレラ感染が合衆国中に起こった。その根源はスコット遠征隊に遡ると考えられた。 遠征隊がシカゴに上陸した時、戦闘可能な兵士は200名に満たなかった。 スコットは戦場へ向かう作戦を中止する必要性を感じた。その代わりに援軍と物資を待ち、病気に罹った兵士の面倒を見ることにした。スコットは戦場への到着が遅れたが、平和交渉の草案作りでは重要な役割を果たした。

### ブリティッシュ・バンド
ブラック・ホーク酋長がいたのは白人が「ブリティッシュ・バンド」と呼んでいた集団で、彼らは4月5日にミシシッピ川を渡った時点で、約500名の戦士と1,000名の老人、女性、子供であった。 これにはソーク族、フォックス族およびキカプー族が加わっていた。彼らはアイオワ川との合流点近くでミシシッピ川を越え、続いて北東のロック川に沿って行った。ソークヌクの廃墟を過ぎ、ソーク族&ホーチャンク族（ウィンネバーゴ族）の呪い師ワボキエシエク（ホワイト・クラウド）のいる集落へ向かった。

## 引き金
条約で割譲された土地にはソークヌクの集落も含まれていたが、ブラック・ホーク酋長は土地の売却を認めず、この集落に留まっていようと決心した。 ケオククやアメリカ当局の反対にもかかわらず、ブラック・ホークの集団は1830年の冬の狩りの後はソークヌクに戻った。 1年間の緊張状態の後、ブラック・ホーク達は1831年にも再びソークヌクに戻ったので、イリノイの知事ジョン・レイノルズは「国土の侵犯」と宣言した。ブラック・ホーク酋長達にしてみれば、白人の要求は理解不能だった。
レイノルズ知事の要請に応え、エドムンド・ペンデルトン・ゲインズ将軍がセントルイスから軍隊を率いてソークヌクに到着し、ブラック・ホークに即刻退去を要求した。　調停者であるブラック・ホーク酋長は一旦これを拒んだが、6月25日にレイノルズが召集した民兵1,400名も加わって脅しを掛けられたので、流血沙汰を避けミシシッピ川の西に戻った。6月30日、ブラック・ホークとブリティッシュ・バンドの酋長達は降伏の同意書に無理やり署名させられ、故郷に戻らず、ミシシッピ川の西に留まることを約束させられた。

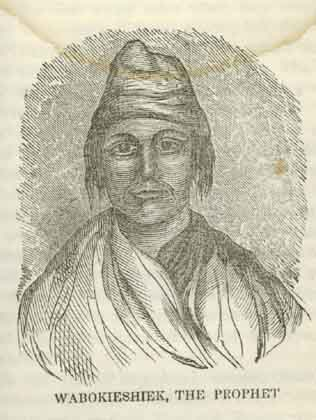
「ウィンネバーゴの預言者」と呼ばれたワボキエシエク（ホワイト・クラウド）

1832年4月5日、ケオククたちとブラック・ホークたちが対立し、ブラック・ホークら「ブリティッシュ・バンド」1,000名がイリノイに戻った。 ホーチャンク族（ウィインネバーゴ族）のワボキエシエクは、ブラック・ホークにホーチャンク族の支援を約束して、戦争の勃発に関わることになったとされているが、実際にはワボキエシエクは自分の部族を擁護していただけだった。またソーク族のニーポープ酋長が、英国とイリノイの他の部族もブラック・ホークらの支援の用意がある（実際は無かった）とブラック･ホークに伝えたことも彼らの故郷への帰還につながった。
ヘンリー・アトキンソン名誉准将は戦争遂行の任務を与えられた。 連邦政府の当局はソーク族とフォックス族の酋長と共に、ブラック・ホークとその集団にミシシッピ川の西への撤退を命じたが、ブラック・ホーク達は拒否してそこを離れなかった。 その後間もなく、ブラック・ホークはホーチャンク族とポタワトミ族と協議し、ニーポープが言うような、イリノイやミシガンのインディアン部族とイギリス軍がブラック・ホーク達を助ける意思がないことを知った。
5月10日イリノイ州民兵が、ブラック・ホークとブリティッシュ・バンドがアイオワに帰る決断をしたと聞いて、預言者の村を焼いた。その後の「スティルマンズ・ラン」事件がその帰国を妨げ、ブラック・ホーク戦争が始まった。.

## 戦争の経過

### スティルマンズ・ランの戦い
ブラック・ホーク戦争の最初の衝突は1832年5月14日に起こり、ブラック・ホークのバンドの予想外の勝利に終わった。 民兵隊は馬に乗って、その後を何台かの荷車が追っており、骨の折れる行軍の後で現在のスティルマン・バレー近くキシュウォーキー川の北でブラック・ホークのバンドと接触した。民兵がブラック・ホークのバンドの3人の斥候の1人を殺した時、ソーク族の酋長が40名の騎馬戦士とともに黄昏の民兵宿営地を襲った。 民兵の数は275名以上いたが、結束は直ぐに壊れて、35マイル (56 km)程離れたディクソンズ・フェリーまで逃亡した。 この襲撃の時に、イザイア・スティルマン指揮下の11名の民兵が戦死した。
スティルマン・バレーでの最初の衝突の直ぐ後で、2,000名の「血に飢えた戦士が北部イリノイを席捲して破壊をほしいままにしている」という情報操作された一報が、一帯の白人を恐怖させた。
ブラック・ホークは、最初の小競り合いの後、部隊の中にいた非戦闘員の多くをミシガン準州に連れて行った。 5月19日、民兵隊はロック川沿いの道を辿り、ブラック・ホークのバンドを捜索した。 翌月に北部イリノイと南部ウィスコンシンで幾つかの小さな小競り合いや虐殺が起こり、民兵隊はブラッディ・レイクとワダムズ・グラブの戦いでやっと自信を取り戻した。

### バッファロー・グラブの急襲
5月19日、ジェイムズ・M・ストロード大佐の放った6名の特殊任務部隊がガレナに向かう途中で、オグル郡のバッファロー・グラブ開拓地（現在は廃棄）近くでインディアンの1隊に待ち伏せされた。 この時の犠牲者は1人だけだった。この兵士はウィリアム・ダーリーといって、彼の倒れた場所にフェリクス・セント・ブレインによって埋葬された。 他に二人が衣服の備品に銃弾を受けたが傷は負わなかった。 1910年にイリノイ州ポロのポロ歴史協会がダーリーの記念碑を建てた。この時、ダーリーの遺骸も記念碑の下に移葬された。

### インディアン・クリークの虐殺
ブラック・ホーク戦争の中で最も有名で、公にも宣伝された出来事はブラック・ホークとそのブリティッシュ・バンドには直接結びつかない周辺的なものであった。 イリノイ州インディアン・クリークの近くの水源をめぐり、白人入植者と争いとなり、ポタワトミ族の若き戦士キーワシーたち戦士団が、クリークの堤にあったウィリアム・デイビスの開拓地を襲った。 攻撃の結果は残酷な殺人となり、ほとんど武器を持たない15名の男、女、子供が殺された。デイビスは戦士の1人を殺した後、自分も殺されたという。 さらに2人の10代の少女が拐われたが、ほぼ2週間後に受け戻された。 この出来事は白人の間に恐慌を引き起こし、多くの入植者が安全を求めて近くの砦に逃げ込んだ。一方イリノイ州の民兵隊はこのことをイリノイやケンタッキー州での新兵募集に利用した。 今日、虐殺の現場には石碑が立っている。

### セント・ブレインの虐殺
セント・ブレインの虐殺は、5月24日に、ケロッグス・グラブの今日のパール・シティ近くで起こった。この虐殺はブラック・ホークのバンドの戦士とは別の、ホーチャンク族の戦士が実行した可能性がある。 ホーチャンク族の許可を得ていた可能性は少ない。 この虐殺でアメリカ合衆国インディアン管理官フェリクス・セント・ブレインとその仲間3名が殺された。セント・ブレインの体はバラバラにされていたという証言があり、生きたままで切断されたと主張するものもある。
この事件は白人たちに、一帯のすべてのインディアンに対する謂れの無い恐怖を呼び起こし、それは白人入植者に友好的だった部族にも向けられた。 その一つの例は5月30日に発行された「ニュー・ガレニアン」紙の記事に現れた。この記事は、虐殺の経緯に触れ、セント・ブレインとその仲間の殺人はソーク族やフォックス族のケオククの戦士団に関連付けられていた。

### ブルーマウンズ砦
今日のウィスコンシン州デーン郡ブルーマウンズ村の近くにあったブルーマウンズ砦は戦闘や小競り合いが行われた場所ではないが、6月6日から20日にかけて、砦の近くで戦争に関わる出来事があった。 最初の出来事は1人の鉱山士が殺されたことであり、地域住民はホーチャンク族の戦士がやったのではないかと疑った。このことは、ホーチャンク族の中から他にもブラック・ホークのバンドに加わって、ミシガン準州やイリノイの白人入植者を脅かすのではないかという怖れを増幅させた。 2番目の出来事は、目撃者の証言によれば、100名程の戦士による砦への本格的な攻撃であった。 この攻撃で砦を守備していた民兵のうち2名が殺された。1名は遺体が見つかった時バラバラにされており、「一部」は見つからなかった。

### スパッフォード農園の虐殺
スパッフォード農園の虐殺（またはウェインの虐殺）は今日のウィスコンシン州サウスウェインの近くで6月14日に起こった。オムリ・スパッフォードの農園で働いていた7名をインディアンの1隊が襲い、スパッフォードを含め5名が殺された。 2人は逃げ延び、そのうちの1人はハミルトン砦に逃げ込む前に1人の襲撃者を殺した。 もう一人は数日間森の中に隠れて過ごした。というのも、ほぼ同じ頃に到着した友好的なメノミニー族に砦が奪取されたと思い込んでいたからである。

### ホースシュー・ベンドの戦い
ホースシュー・ベンドの戦いは、スパッフォード農園の虐殺から2日後の6月16日、今日のウィスコンシン州ウッドフォードの近くでホースシュー・ベンドと呼ばれるペカトニカ川の流れが変わってできた池の傍で起こった。民兵隊が20名ほどのインディアン戦士団を見つけて追跡し、全滅させた。この戦いはブラック・ホーク戦争でのアメリカ軍の初めての勝利となった。

### ワッダムズ・グラブの戦い
ワッダムズ・グラブの戦い（またはイエロー・クリークの戦い）は6月18日に、今日のイリノイ州ステファンソン郡のイエロー・クリークの近くで起こった。 戦闘は銃剣やナイフを使った流血戦となった。ソーク族の者6名と、ジェイムズ・ステファンソンの部下の民兵3名が戦死した。ステファンソンもマスケット銃の弾を胸に受けて重傷を負った。 この戦闘の結果はスティルマンズ・ランの敗北で恐怖の残っていた地域住民の間で、民兵に対する信頼を取り戻すことに貢献した。戦死した民兵の遺体はケロッグズ・グラブの記念墓地に埋葬された。

### アップル川砦の戦い
アップル川砦の戦いは、6月24日に、今日のイリノイ州エリザベスの近く、急ごしらえのアップル川砦で始まった。ブラック・ホークたちおよそ150名から200名のソーク族とフォックス族の戦士が、25名の民兵守備隊が守る砦を襲った。クラック・ストーン大尉が指揮する民兵は、砦の守備隊の多くが外に出ていたので手が足りなかった。双方が激しく銃撃を交わして戦いは少なくとも45分間続いた。砦の中には近郷の開拓者が逃れてきていた。一人の女性、エリザベス・アームストロングが戦闘のあとでその勇敢さを表彰された。アームストロングは砦の中の女性を集めて銃弾を補給し銃への装填も手助けした。砦が以前よりも防御が堅くなっていると判断したブラック・ホークたちは撤退した。

### ケロッグズ・グラブの戦い
ブラック・ホーク戦争では、今日のイリノイ州ステファンソン郡ケロッグズ・グラブで2度衝突が起こった。1回目は6月16日に起こり、小さな小競り合い程度のものであった。 アダム・W・スナイダーが指揮する部隊が約80名のキカプー族戦士と交戦した。 この戦いで3名の民兵が戦死し、キカプー族戦士は6名が戦死した。
2回目はもっと大きなもので、6月25日に起こった。ジョン・デメント少佐の指揮する部隊が、インディアンの大きな戦士団と林の中で戦った。ブラック・ホークの参加したインディアン戦士団は勢いの衰えない攻撃を繰り返し、25頭の馬と5名の民兵が戦死した。ソーク族の戦士は少なくとも9名が死んだ。

### ウィスコンシン・ハイツの戦い
7月21日、ヘンリー・ドッジ将軍とジェイムズ・D・ヘンリー将軍の指揮するイリノイとウィスコンシンの民兵隊が今日のウィスコンシン州ソーク・シティ近くでブラック・ホークのブリティッシュ・バンドを捕捉した。 この衝突がウィスコンシン・ハイツの戦いとして知られることになった。軍事的にはブラック・ホークたち戦士隊にとって壊滅的な打撃であった。激しい混戦の中で溺れた者も含め、損害は70名以上に上った。 比較的高い損失にもかかわらず、インディアン戦士団の大部分、これには女、子供も含まれていたが、ウィスコンシン川を越えて逃げ延びた。しかし、その猶予も束の間であり、民兵隊は最終的にバッドアクス川の河口でインディアン戦士団を捕え、戦争の行方を決定付けることになった。

### バッドアクスの戦い
バッドアクスの戦いは、8月1日から2日にかけて、今日のウィスコンシン州ビクトリーの近く、バッドアクス川がミシシッピ川に合流するところで起こった。ヘンリー・アトキンス将軍の指揮するアメリカ軍は蒸気船の戦闘艦まで持ち出して銃と大砲でインディアン戦士団を攻撃した。2日間にわたる戦闘で、最後は戦意を失ったインディアンが逃げ出すところを虐殺するようなことになった。非戦闘員を含め150名以上のインディアンが殺された。アメリカ軍の損失は5名が戦死、19名が負傷であった。ブラック・ホークは捕虜になった。
この戦闘でブラック・ホーク戦争は終結し、ミシシッピ川の東でのインディアンとの戦いも最後となった。

## その後

### 軍事的な結果
1832年のブラック・ホーク戦争では、70名の白人入植者とアメリカ軍白人兵士、および数百人のソーク族戦士が死んだ。戦闘での損失とは別に、ウィンフィールド・スコット将軍の救援部隊では、数百名が死亡または逃亡した。戦争の結果、イリノイ州、アイオワ州、およびウィスコンシン州のインディアンによる攻撃の不安が除去された。

### 政治的な結果
後にアメリカ合衆国大統領となるエイブラハム・リンカーンはこのブラック・ホーク戦争でレイノルズの民兵隊に従軍したが、実戦には遭遇しなかった。 やはり大統領になるザカリー・テイラーはアトキンソン将軍の下で部隊を指揮した。南軍の大統領となったジェファーソン・デイヴィスは戦争中の大半は従軍していなかったが、1832年9月には戻ってきて、降伏したブラック・ホーク、その息子ファーリング・サンダー、ニーポープ、ホワイト・クラウドその他をミズーリ州のジェファーソン兵舎まで移送護衛を務めた。 デイビスは1887年に、彼がウィスコンシン・ハイツの戦いに参軍していたと語ったが、今日では信憑性を疑われている。
ブラック・ホーク戦争は、合衆国内で行われた他の戦争と同様に政治家となったものに箔を付けた。リンカーンやデイビスのような顕著な例の他にも、イリノイ州の知事は4名が従軍していた。トマス・フォード、ジョン・ウッド、ジョセフ・ダンカン、およびトマス・カーリンである。ミシガン州やネブラスカ州でも後の知事を輩出し、少なくとも7人はアメリカ合衆国上院議員となった。 1836年、ヘンリー・ドッジはウィスコンシン準州の知事に任命された。
しかし、ヘンリー・アトキンソンは戦後あまりうまくいかず、最後の10年間はセントルイスのジェファーソン兵舎で過ごした。 戦争に従軍したもの、部下や上官はアトキンソンの戦争指揮がまずかったと思った。 時の大統領アンドリュー・ジャクソンは戦争の責任を負わせる者を、戦争継続中から探していた。戦後の議会報告書はアトキンソンの過失について触れており、密かにアトキンソンを批判する者もいた。ザカリー・テイラーは、戦争の最初の戦闘がイザイア・スティルマンの民兵隊ではなく、アトキンソンの正規兵隊がブラック・ホークと会しておれば、この戦争は1発の銃弾を放つこともなく終わっていただろうと述べた。
調停者であるマカタイメェキアキアク（ブラック・ホーク）は、戦争の責任者にされ、一連の戦争は「ブラック･ホーク戦争」と名付けられた。しかしブラック･ホークがこの戦争を「率いていた」わけではない。インディアンにとってはこれはソーク族の戦争であり、フォックス族の戦争であり、キカプー族、その他、この地から領土を奪われたくなかったインディアン部族それぞれの戦争なのである。ソーク&フォックス族はこの戦争の後、ミシシッピ以東の彼らの領土を永久に失った。